# Phan Thanh Bình
Phan Thanh Bình (né le 1er novembre 1986 dans le district de Lai Vung au Viêt Nam) est un footballeur international vietnamien, reconverti entraîneur. Il évolue au poste d'attaquant.

## Biographie

### Carrière en sélection
Phan Thanh Bình reçoit 31 sélections en équipe du Viêt Nam entre 2003 et 2011, inscrivant 13 buts.
Il participe avec cette équipe à la Coupe d'Asie des nations 2007. Il joue quatre matchs lors de ce tournoi. Le Viêt Nam atteint les quarts de finale de cette compétition, en étant battu par l'Irak.
Le 17 janvier 2007, il inscrit un quadruplé lors d'un match face au Laos, pour une large victoire sur le score de 9-0.
Il joue un match lors des éliminatoires du mondial 2006 et deux matchs lors des éliminatoires du mondial 2010.

## Palmarès
Đồng Tháp
- Championnat du Viêt Nam D2 (1) :
  - Champion : 2006.